# 山海逆戰
《山海逆戰》是香港漫畫家邱福龍的長篇漫畫作品，由2016至2023年開始連載，取材自古籍《山海經》。

## 發行
《山海逆戰》於2016年末開始連載，實體版在香港以薄裝形式發行，當時已是香港市場上僅存的數本港式薄裝漫畫之一；並與中國大陸的網絡漫畫平台瑛麒動漫簽訂知識產權合約。

## 内容
故事背景為一個架空的中國式世界。:72山海之間有各種不同奇珍異獸，智者伯益發現食用異獸血肉便能獲得異獸之力，成為身負奇能的異士，伯益走遍天下，筆錄所見的異獸，並寫成《山海經》:72，主角勾徹實為蚩尤转世，故事從他在這些背景下的種種經歷展開。:75